# Myrmecaelurus adustus
Myrmecaelurus adustus is een insect uit de familie van de mierenleeuwen (Myrmeleontidae), die tot de orde netvleugeligen (Neuroptera) behoort. 
Myrmecaelurus adustus is voor het eerst wetenschappelijk beschreven door Navás in 1912.